# 新潟県道434号大月六日町線
新潟県道434号大月六日町線（にいがたけんどう434ごう おおつきむいかまちせん）は、新潟県南魚沼市内を通る一般県道である。

## 概要

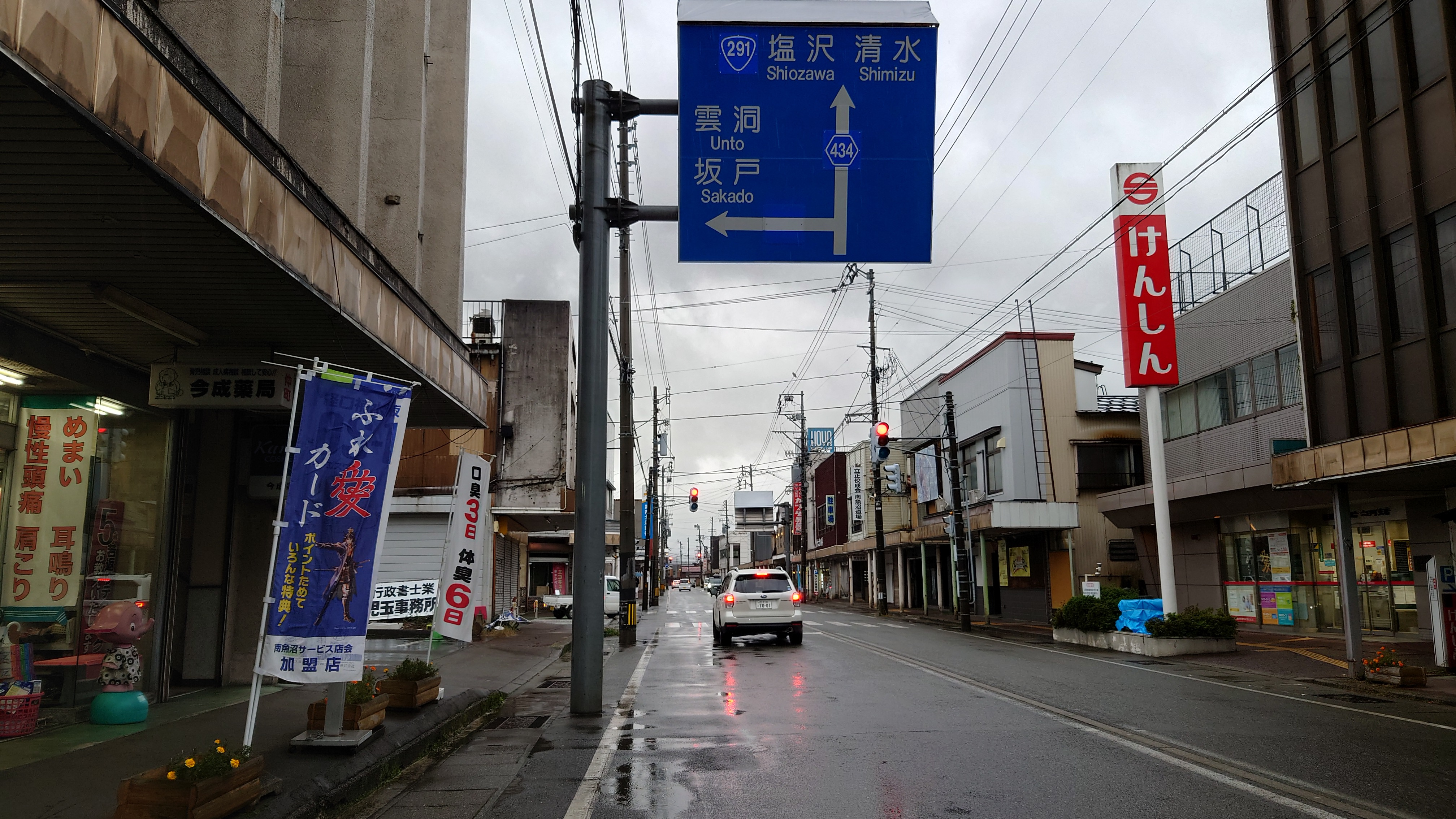
新潟県道434号六日町宿

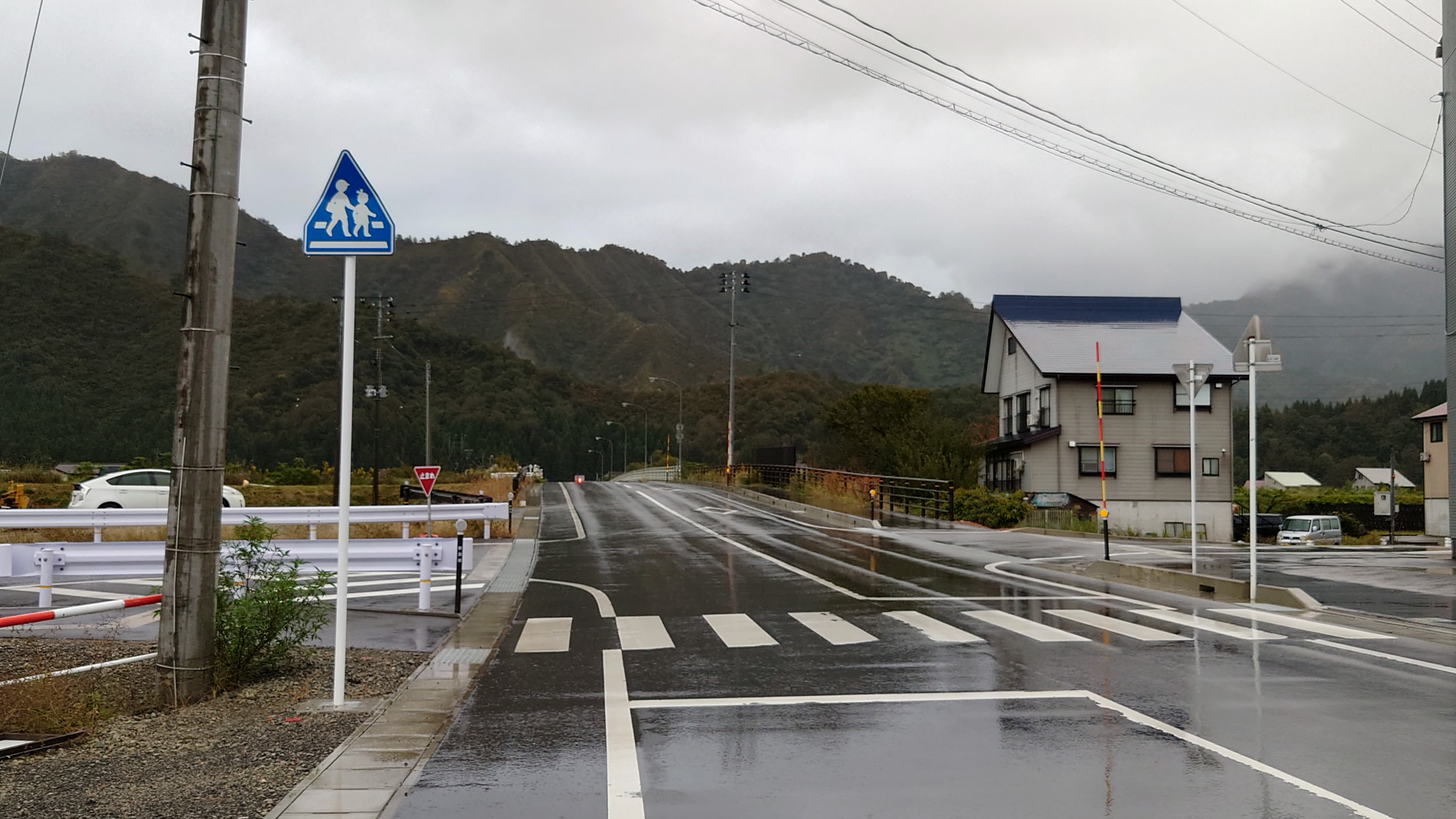
国道291号西泉田バイパス(重複区間)

始点側単独区間はセンターラインのある整備済み区間が続き、また泉田橋付近では600mほど国道291号西泉田バイパスとの重複区間となる。西泉田より終点に掛けて旧清水街道の経路をたどり、途中上町三叉路追分付近にて旧三国街道と合流する。西泉田より終点方は六日町宿を通り、比較的狭隘な区間が続く。

### 路線データ
- 起点：新潟県南魚沼市大月字源ケ下（新潟県道28号塩沢大和線交点）
- 終点：新潟県南魚沼市六日町字屋敷（新潟県道131号六日町停車場線交点）

## 地理

### 通過する自治体
- 新潟県南魚沼市

### 接続する道路
- 新潟県道131号六日町停車場線
- 国道291号
- 新潟県道28号塩沢大和線
- 県営農免農道魚野川東部線